# Michiko Kichise
Michiko Kichise (Japonés: 吉瀬 美智子 Kichise Michiko) (Asakura, 17 de febrero de 1975) es una actriz japonesa.

## Biografía

### Inicios como modelo
Mientras estudiaba en el instituto quería ser consultora de belleza, pero fue rechazada en las pruebas de trabajo, por lo que después de graduarse en el instituto realizó trabajos a tiempo parcial en un salón de belleza y en una cafetería locales. Mientras trabajaba en la cafetería fue descubierta por ojeadores de agencias de modelos, que la reclutaron, empezando así su carrera como modelo. Más tarde, con 20 años, se trasladó a Tokio e ingresó en la agencia de modelos "Blooming Agency" (ブルーミングエージェンシー). Trabajó como modelo para la exclusiva revista de moda femenina "Domani", apareciendo también en anuncios de televisión, así como realizando pequeños papeles en películas y series de televisión. Desde el 2003 trabajó como colaboradora en el programa de televisión “Uwasa no! Tōkyō magajin” (噂の!東京マガジン).

### Carrera como actriz
El 1 de febrero de 2007 se trasladó a su actual agencia de talentos: Flame. Al cumplir los 30 años la actriz comenzó a pensar en que su futuro como modelo era limitado, por lo que detuvo toda su actividad profesional como modelo y centró su carrera en las series de televisión y el cine. Consiguió dos papeles en las series de éxito "Liar Game" y "Bloody Monday", en donde llamó la atención del público y la crítica con excelentes resultados. A partir de entonces su popularidad aumenta y comenzará a protagonizar algunas series de televisión, como "La mujer de acero" (ハガネの女) en 2010. Ese mismo año protagonizará junto a Abe Hiroshi la película "Shikeidai no Elevator" (死刑台のエレベーター) una adaptación de la película francesa "Ascenseur pour l'échafaud" de Louis Malle, rodada en 1959.
El 25 de diciembre de 2004 anunció su boda con un empresario diez años mayor que ella. En febrero del 2011 ganó el premio Élan d'Or (エランドール賞 Erandōru Shō) a la mejor actriz revelación.

### Personalidad
Le gusta relajarse en su casa y afirma ser bastante obsesiva con el orden, no le gusta demasiado salir, prefiriendo practicar sus hobbies como la pesca, el golf o el snowboarding.

## Filmografía

### Series de televisión
- Otona Joshi (Fuji TV, 2015) - Moeko Osaki
- Dr.Rintaro, Psychiatrist (NTV, 2015) - Yuriko Mizushima
- Hirugao (Fuji TV, 2014) - Rikako Takikawa
- Mikeneko Holmes no Suiri (NTV, 2012) - Junko Tsugawa (ep.4-6)
- Kodomo Keisatsu (TBS, 2012) - Rinko Matsuda
- Las Hermanas Hanawa (TBS, 2011) - Fujiko Hanawa
- BOSS 2 (Fuji TV, 2011) - Reiko Narahashi
- La Mujer de Acero 2 (TV Asahi, 2011) - Haga Ineko
- Guilty, Akuma to Keiyakushita Onna (Fuji TV, 2010) - Mari Enomoto
- La Mujer de Acero (TV Asahi, 2010) - Haga Ineko
- Bloody Monday 2 (TBS, 2010) - Maya Orihara
- Liar Game 2 (Fuji TV, 2009)
- BOSS (Fuji TV, 2009)
- Moso Shimai (NTV, 2009)
- Tenchijin  (NHK, 2009)
- Bloody Monday   (TBS, 2008) - Maya Orihara
- Taiyō to Umi no Kyōshitsu (Fuji TV, 2008)
- Maou(TBS, 2008)
- Around 40 (TBS, 2008)
- Pandora (WOWOW, 2008)
- Nodame Cantabile Sp (Fuji TV, 2008)
- Joshi Deka! (TBS, 2007)
- Hataraki Man(NTV, 2007)
- Liar Game (Fuji TV, 2007)
- Serendip no Kiseki Miracle of Serendip (NTV, 2007)
- Nodame Cantabile (Fuji TV, 2006)
- Attention Please (Fuji TV, 2006, ep1)
- Densha Otoko Deluxe (Fuji TV, 2006)
- Fukigen na Gene (Fuji TV, 2005, ep6-7)
- Division 1 Hannin Deka (Fuji TV, 2004)
- Love Collection (TV Asahi, 2003)
- Shitto no Kaori (TV Asahi, 2001)
- Pokkapoka 3 (TBS, 1997)

### Cine
- In His Chart 2 (2014)
- Kodomo Keisatsu (2013)
- Sogen no Isu (2013)
- Girls For Keeps (2012)
- In His Chart(2011)
- Runway Beat(2011)
- Boku to tsuma no 1778 no monogatari (2011)
- Nodame Cantabile: The Movie II (2010)
- Shikeidai no Elevator (2010)
- Liar Game: The Final Stage (2010)
- Nodame Cantabile: The Movie I  (2009)
- Byakuya (2009)
- Jump (2004)
- Yomigaeru Kinro (1998)
- The Bird People in China (1998)